# Oxira normalis
Oxira normalis är en fjärilsart som beskrevs av Charles Boursin 1954. Oxira normalis ingår i släktet Oxira och familjen nattflyn. Inga underarter finns listade i Catalogue of Life.